# Rio Ribeira de Iguape
Der Rio Ribeira de Iguape ist ein Fluss im Südosten der brasilianischen Bundesstaaten Paraná und São Paulo. Er entsteht aus dem Zusammenfluss von Rio Açungui und Rio Ribeirinha zwischen den Munizipien Cerro Azul und Rio Branco do Sul auf 680 m Meereshöhe. Er mündet 244 km östlich davon bei Iguape in den Atlantik. Seine Länge beträgt 470 km.

## Geschichte
Die erste von Martim Afonso de Sousa zu Beginn des 16. Jahrhunderts organisierte Expedition auf der Suche nach Gold und Silber stieß auf halbnomadische Indigene, die später zusammen mit Sklaven aus Afrika die Arbeitskräfte für die Wiege des brasilianischen Bergbaus stellten. Die Goldausbeutung im Ribeira-Tal dauerte bis zum Beginn des 19. Jahrhunderts.
Dann begannen die Zyklen der Exportkulturen, insbesondere für Reis. Zu Beginn des zwanzigsten Jahrhunderts begann die Bananen- und Mate-Kultur. 1890 wurde eine Eisenbahnlinie zwischen Curitiba und Rio Branco do Sul gebaut, um Güter zu transportieren und die Region in Richtung Landesinneres zu entwickeln.
Im Ribeira-Tal wurde 1928 die erste Straße gebaut, die Paraná mit São Paulo verband, wobei eine alte Straße genutzt wurde, die früher als Durchgangsroute für Tropeiros gedient hatte.
Die Region war Schauplatz von Kämpfen zwischen den Truppen São Paulos und des Südens während der konstitutionellen Revolution 1932. Im Jahr 1970 kämpften hier Guerillas gegen die Militärdiktatur. In den 1960er Jahren erlitt der Norden und Nordosten des Beckens aufgrund des Baus asphaltierter Straßen und der Ausweitung von Anbaugebieten in anderen, weniger rauen Regionen einen großen wirtschaftlichen Niedergang.
Noch heute findet man im Flussgebiet des Ribeira Nachkommen der Quilombolas und eine vielfältige Kultur.

## Geografie

### Lage
Das Einzugsgebiet des Rio Ribeira de Iguape befindet sich in Paraná auf dem Primeiro Planalto Paranaense (der Ersten oder Curitiba-Hochebene von Paraná). Weiter durchfließt er das südöstliche Tiefland des Staats São Paulo.

### Verlauf
Der Rio Ribeira de Iguape entsteht amtlich anerkanntermaßen durch den Zusammenfluss der Flüsse Ribeirinha und Açungui im Bundesstaat Paraná, weniger als 100 km nordwestlich von Curitiba. Sein Ursprung liegt am Ostabhang der Serra de Paranapiacaba zwischen den Munizipien Cerro Azul und Rio Branco do Sul auf 680 m Höhe. Auf dem Landweg ist der Ort nicht leicht zu erreichen, da er von Cerro Azul aus nur über 37 km nicht beschilderter Lehmstraße angefahren werden kann.
Der Fluss verläuft in östlicher Richtung. Seine Länge beträgt 470 km, die Entfernung zwischen Zusammenfluss und Mündung in den Atlantik beträgt 244 km.
Die ersten 120 km fällt er innerhalb von Paraná bis auf 230 Höhenmeter. Ab der Mündung des Rio Itapirapuã bildet er auf 90 km die Grenze zwischen den Staaten São Paulo und Paraná.
Nach Überwindung der Serra do Mar durchquert der Fluss langsam die Küstenebene und mündet bei Barra do Ribeira (SP) im Munizip Iguape in den Ozean. Die 260 km seines Unterlaufs ab dem Rio Pardo, der von rechts auf etwa 90 m Höhe zufließt, liegen ganz im Staat São Paulo.

### Einzugsgebiet
Das Einzugsgebiet des Ribeira de Iguape umfasst eine Fläche von 24.980 km2, von denen 15.480 km2 (62 %) im Bundesstaat São Paulo und 9.500 km2 (38 %) im Bundesstaat Paraná liegen. Es befindet sich im Südosten von São Paulo und im Südosten von Paraná. Es grenzt im Süden an das Einzugsgebiet des Iguaçu, im Norden an das Einzugsgebiet des Rio Tietê und im Westen an das Einzugsgebiet des Rio Paranapanema.

### Besiedlung
An seinen Ufern sind Kleinbauern, Quilombolas und indigene Gemeinschaften ansässig.
Trotz seiner Nähe zu zwei der größten Industriemetropolen des Landes – Curitiba und São Paulo – ist das Ribeira-Tal im Laufe der Zeit in Vergessenheit geraten. Die Bevölkerungsdichte in der Region ist gering, und die Wirtschaft der Gemeinden ist an Familienlandwirtschaft gebunden.

### Munizipien am Ribeira de Iguape
In Paraná liegen vier Munizipien am Rio Ribeira: Rio Branco do Sul, Cerro Azul, Doutor Ulysses, Adrianópolis.
Im Staat São Paulo  sind es folgende acht Munizipien: Itapirapuã Paulista, Ribeira, Itaoca, Iporanga, Eldorado, Sete Barras, Registro und Iguape.

### Zuflüsse
Die wichtigsten der Nebenflüsse sind
von links:
- Rio Bomba
- Rio Turvo
- Rio Sete Quedas
- Rio Itapirapuã, Rio Itapiranga
- Rio Catas Altas
- Rio dos Pilões
- Ribeirão Ivaporunduva
- Rio Taquari
- Rio Erá
- Rio Juquiá
- Rio Jacupiranga
- Rio Peropava

von rechts:
- Rio Ponta Grossa
- Rio do Rocha
- Ribeirão Grande
- Rio São Sebastião
- Rio Pardo
- Rio das Ostras.

## Wirtschaft
Mit dem geplanten Bau von vier Wasserkraftwerken ist der Fluss zum Ziel der industriellen Expansion geworden. Nach Ansicht einiger Vertreter sozialer Bewegungen und Nichtregierungsorganisationen sowie anderer lokaler Organisationen könnte die Errichtung der Dämme das reiche soziale und ökologische Erbe der Region zerstören und negative Folgen für das Tal, seine Bewohner und seine reiche Natur haben.

### Bodennutzung
Die Besiedlung der Region für landwirtschaftliche Zwecke geht auf den Beginn des 20. Jahrhunderts zurück. Heute hat die Landwirtschaft drei Schwerpunkte.
Obstbau: Es werden Mandarinen und Orangen erzeugt. Der Schwerpunkt liegt in der Region Cerro Azul mit kleinen Einflüssen in den Städten Itaperuçu, Rio Branco do Sul und Doutor Ulisses. Die Rentabilität schwankt. Die Produktion ist auf den Markt von Curitiba und São Paulo ausgerichtet. Die Früchte sind von geringer Qualität, was sich auf die Vergütung der Landwirte auswirkt.
Holzwirtschaft: Vor allem in den Munizipien Bocaiuva, Tunas, Rio Branco und Colombo werden Brennholz und Bauholz produziert. Die Wirtschaftlichkeit ergibt sich aus einem ergänzenden Anbau von Mais und der Imkerei.
Milchproduktion: Dieses System ist in der Region Adrianópolis in den Flusstälern angesiedelt. Diese Produktion wird im Genossenschaftssystem bewirtschaftet und dient vorrangig der Versorgung der Metropolregion Curitiba.

### Fremdenverkehr
Im Ribeira-Tal gibt es ein gutes touristisches Potenzial mit zahlreichen Attraktionen wie Rafting, Höhlen (im Parque Estadual Turístico do Alto Ribeira (PETAR) in der Nähe von Iporanga), Trekking und Ähnlichem.

## Umwelt
Die Region umfasst die größten verbliebenen Reste des Atlantischen Waldes (Mata Atlântica), der sich in der Vergangenheit über fast die gesamte brasilianische Küste erstreckte.
Mit einer Länge von 470 km ist der Ribeira der größte noch ursprüngliche Fluss, der durch das Gebiet des Bundesstaates São Paulo fließt, d. h. der keine Staudämme hat.
Der Fluss leidet jedoch unter dem Einfluss des Menschen und die Abholzung schreitet immer schneller voran. In der Gegend der Entstehung des Flusses erstrecken sich Hunderte von Hügeln in alle Richtungen. Die überwiegende Mehrheit von ihnen ist stark entwaldet. Schon am Anfang des Flusses ist das Wasser schlammig und mit tonnenweise Erde beladen, die durch die Regenfälle in den Fluss getragen wurde. Das Flussbett ist voller Steine, die das Wasser transparenter machen könnten, wären da nicht die erosiven Auswirkungen der Abholzung an den steilen Hängen.